# Monte Croce - Monte Matanna
Monte Croce - Monte Matanna este o arie protejată (arie specială de conservare — SAC, sit de importanță comunitară — SCI) din Italia întinsă pe o suprafață de 1.249 ha, integral pe uscat.

## Localizare
Centrul sitului Monte Croce - Monte Matanna este situat la coordonatele 43°59′33″N 10°20′33″E / 43.9925°N 10.3425°E.

## Înființare
Situl Monte Croce - Monte Matanna a fost declarat sit de importanță comunitară în iunie 1995 pentru a proteja 1 specie de plante și 9 specii de animale. Situl a fost protejat și ca arie specială de conservare în mai 2016.

## Biodiversitate
Situată în ecoregiunea mediteraneană, aria protejată conține 9 habitate naturale: Pajiști uscate seminaturale și facies de acoperire cu tufișuri pe substraturi calcaroase (Festuco-Brometalia) (* situri importante pentru orhidee), Grohotișuri calcaroase și de șisturi calcaroase de la nivelul montan până la nivelul alpin (Thlaspietea rotundifolii), Pante stâncoase calcaroase cu vegetație casmofită, Păduri pe pante, grohotișuri și ravene de Tilio-Acerion, Peșteri inaccesibile publicului, Matorral arborescenți cu Juniperus spp., Păduri de fag Luzulo-Fagetum, Pajiști uscate europene, Păduri de Castanea sativa.
La baza desemnării sitului se află mai multe specii protejate:
- plante (1): Aquilegia bertolonii
- păsări (7): fâsă-de-câmp (Anthus campestris), șoim călător (Falco peregrinus), vânturel roșu (Falco tinnunculus), sfrâncioc roșiatic (Lanius collurio), mierlă de piatră (Monticola saxatilis), Pyrrhocorax pyrrhocorax, fluturașul de stâncă (Tichodroma muraria)
- mamifere (1): lupul (Canis lupus)
- nevertebrate (1): Euplagia quadripunctaria

Pe lângă speciile protejate, pe teritoriul sitului au mai fost identificate 31 de specii de plante, 3 specii de amfibieni, 4 specii de mamifere, 7 specii de nevertebrate, 2 specii de reptile.